# Oldenlandia aemulans
Oldenlandia aemulans är en måreväxtart som beskrevs av Cornelis Eliza Bertus Bremekamp. Oldenlandia aemulans ingår i släktet Oldenlandia och familjen måreväxter. Inga underarter finns listade i Catalogue of Life.